# Taipei
Taipei (tradicionalni kineski: 臺北; simplificirani kineski: 台北; pinyin: Táiběi; doslovni prijevod: 'Grad na sjeveru Tajvana') je glavni grad Tajvana. Područje grada u potpunosti je okruženo gradom Novi Taipei, koji je proizašao iz županije Taipei, a s kojim tvori najveće gradsko područje na Tajvanu.
Nalazi se na krajnjem sjeveroistoku otoka, 30 km od obale Tihog oceana, odnosno luke Chi-lung. Taipei se smatra planetarnim gradom i dio je velikog industrijskog područja. Jaka je metalurgija, brodogradnja, prehrambena industrija, gradnja automobila, rashladnih uređaja, strojeva itd. 
Taipei je političko, gospodarsko, trgovačko i kulturno središte Tajvana. Državno sveučilište Tajvana se nalazi u Taipeiju još od 1928. godine, kao i Nacionalni muzej palače, koji ima najveću kolekciju kineskih rukotvorina i umjetničkih djela na svijetu. U gradu se nalazi Taipei 101, druga najviša zgrada na svijetu.
Željeznice, brze željeznice, zračne luke i autobusne linije povezuju grad s drugim dijelovima otoka. Grad opslužuju dvije zračne luke: Songshan i Taoyuan. 

## Zemljopis
Smješten na samom vrhu otoka, Taipei se nalazi na dvije relativno široke doline, na rijekama Keelung (kineski: 基隆河; pinyin: Jīlóng Hé; približni izgovor: Đilong-h) i Xindian (kineski: 新店溪; pinyin: Xīndiàn Xī; približni izgovor: Sjindien sji), koje zajedno čine rijeku Tamsui (kineski: 淡水河; pinyin: Dànshǔi Hé; Pe̍h-ōe-jī: Tām-chúi-hô). Dok rijeke Danshui i Xindian razgraničavaju grad na zapadu i jugu, rijeka Keelung odvaja gradsko središte od sjevernih četvrti Zhongshan i Neihu. 
Središte grada je oko 25 km jugozapadno od njegove luke Keelung (Chi-lung), koja se nalazi na Pacifiku. Drugi obalni grad, Danshui, nalazi se na oko 20 km sjeverozapadno na ušću rijeke u Tajvanski tjesnac. 
Na sjeveru gradskog područja uzdiže se gorje nacionalnog parka Yangmingshan s planinom Qixing kao najvišim vrhom, nadmorske visine od 1120 m. Manje planine, poput Xiang Shana, protežu se u središtu grada, gdje je smješten i park Da'an. Jug grada obilježava zoološki vrt, hram Zhinan i čajne kućice planine Maokong.

## Povijest
Područje Taipeija je izvorno pripadalo autohtonom tajvanskom plemenu Ketagalan. Između 1626. i 1642., Španjolska je postavila izolirane baze na sjeveru Tajvana, ali su ih istjerali Nizozemci. Godine 1662., Nizozemce je porazio Zheng Chenggong (Koxinga), čiji su nasljednici krajem 17. stoljeća izgubili kontrolu nad Tajvanom od dinastije Qing. Tek tada je započelo doseljavanje naroda Han s juga Tajvana koji su se pomicali prema sjeveru korak po korak. Razvoj Taipeija je započeo 1709. godine kada je Chen-Lai-Zhang, udruženje doseljenika iz Quanzhoua (Fujian), dobilo vladino odobrenje za reklamaciju područja. Prvo naselje bilo je trgovačko selo na istočnoj obali Danshuija s lukom zvanom Báng-kah (tajvanski: 艋舺, Měngjiǎ), današnji Wanhua (萬華, Wànhuá), gdje se nalazi hram Longshan (龍 山寺, Lóngshān sì) sagrađen 1738. godine. Područje rijeke Danshui postalo najvažnije središte sjevernog Tajvanu i Han naselja Bang-Kah, Dalongdong i Dadaocheng su se razvila u važna poslovna središta. Razvoj ova tri naselja bio je jezgra razvoja Taipeija.
U ranom 19. stoljeću Taipeh-fu je postao važno središte prekomorske trgovine. Početkom 1870-ih započela je velika ekspanzija grada. God. 1879. dovršena su gradska vrata na sve četiri strane svijeta, od kojih su danas sačuvana sva osim zapadnih. Gradnja gradskih zidina započela je 1885., a u isto su vrijeme ulice popločene kaldrmom, a neke od njih su dobile i električno osvijetljene. Iste godine Taipeh-fu je promaknut u glavni grad provincije Tajvan kojim je vladao guverner Liu Mingchuan.
Kada su 1895. god. Japanci osvojili Tajvan, nakon Prvog japansko-kineskog rata, oni su zadržali Taipei (tada poznat na japanskom kao Taihoku) kao glavni grad japanske kolonije Tajvan. Tada je izgrađena i predsjedničke palača u japanskom stilu, te većina današnje cestovne mreže Taipeija.
Tijekom Drugog svjetskog rata, 31. svibnja 1945., grad je doživio najteže od svih američkih bombaških napada na ciljeve u Tajvanu. Napad je uništio brojne zgrade i odnio više od 3.000 života, više nego bilo svi drugi američki zračni napadi na Tajvan tijekom rata zajedno. U razdoblju apsolutne vladavine Kuomintanga (1945. do kraja 1980-ih), događaj je u velikoj mjeri prešućen jer je Tajvan bio zainteresiran za dobre odnose sa Sjedinjenim Državama.
Republika Kina je preuzela otok 1945. nakon japanskog poraza u Drugom svjetskom ratu. Važne političke urede obnašali su Kinezi Waishengren (外省人, doslovno: „ljudi iz drugih pokrajina”), te je između njih i Tajvanaca, koji su tada bili državljani Japana, nastala je napetost. Nesuglasice su kulminirale 1947. godine u incidentu 28. veljače, koji je započeo u Taipeiju, a odatle su se nemiri proširili na cijelu zemlju i nastavili do svibnja.
Nakon što je poražen od komunista u Kineskom građanskom ratu, Čang Kaj Šek i njegova vlada se povlače na Tajvan u prosincu 1949. godine i proglašavaju Taipei privremenim glavnim gradom Republike Kine. To je stvorilo priliv kapitala (zlatne i valutne rezerve), umjetničkog blaga i dobro obrazovanih kontinentalnih Kineza, koji su pripadali eliti Republike Kine, od kojih su se mnogi nastanili u Taipeiju i oko njega. Grad je postupno postao političko, gospodarsko i kulturno središte Tajvana i sada je jedan od najvažnijih gradova u Aziji.

## Znamenitosti
- Taipei 101 je bio najviši neboder na svijetu do srpnja 2007. godine. U njemu se nalaze trgovački centar, uredi i platforma za posjetitelje do koje se može doći ekspresnim liftom.
- Nacionalna memorijalna dvorana Čang Kaj Šeka mjesto je gdje se slavi dugogodišnji predsjednik Republike Kine. Nijedno drugo mjesto u Taipeiju ne simbolizira nacionalno stanje uma i tako snažnu potragu za identitetom. Pored toga, cijeli kompleks s vrtovima, bazenima, Nacionalnom koncertnom dvoranom i Dvoranom Narodnog kazališta mjesto je za opuštanje.
- Nacionalni muzej palače čuva blaga iz Zabranjenog grada i više od tri tisuće godina kineske kulturne povijesti
- Memorijalna dvorana Sun Jat-sena je spomenik prvom predsjedniku Republike Kine.
- Grand Hotel je hotel s pet zvjezdica koji je završen 1973. god. u tradicionalnom kineskom stilu palače.
- Hram Mengjia Longshan iz 1738. je vjerojatno najpoznatiji hram u gradu.
- Noćna tržnica Shida u ulici Longquan je popularno mjesto susreta lokalnih studenata, ne samo zbog blizine glavnog kampusa Nacionalnog sveučilišta u Tajvanu.
- Shin-Kong toranj je bio najviša zgrada u Tajvanu do 1997. godine i sjedište je životnog osiguravajućeg društva Shin Kong. Robna kuća Shin Kong Mitsukoshi nalazi se na donjim katovima.
- Muzej suvremene umjetnosti Taipeija je dom gostujućih izložbi, smješten u Staroj gradskoj palači.
- Muzej umjetnosti grada Taipeija uglavnom pokazuje djela novijih tajvanskih umjetnika.
- Najznačajniji taoistički hram je Bao An izgrađena 1760. godine.
- Konfucijev hram u neposrednoj blizini hrama Bao An je mjesto gdje se njeguje Konfucijevo učenja, koje i danas igra važnu ulogu u tajvanskom društvu.
- Kuća Lin-An-Tai je najstarija postojeća stambena zgrada u Taipeiju. Dvorište bogate trgovačke obitelji sagrađeno je u fujianskom stilu od 1783. do 1823., ali je demontirano 1978. zbog širenja ulice Dunhua i potpuno obnovljeno 1986. godine u ulici Binjiang iz izvornih dijelova.
- Taoistički hram Zhinan u planinama Maokonga, južno od Taijpeija izgrađen je 1890. god. i posvećen besmrtnom Lü Dongbinu. Ljubavni parovi izbjegavaju zajedno posjećivati hram jer se boje njegove ljubomore. Prema legendi, njegova ljubav prema He Xiangu je bila neuzvraćena.

- Noćna tržnica Shilin
- Nacionalna koncertna dvorana
- Tehnološki park Neihu
- Nacionalni muzej Tajvana
- Muzej suvremene umjetnosti Taipeija
- Grand Hotel
- Memorijalna dvorana Sun Jat-sena
- Kuća Lin-An-Tai

## Uprava
Gradsko vijeće Taipeija (台北市 台北市) osnovano je 1946. godine, a od 1976. gradska je uprava pod izravnim nadzorom vlade. Članovi vijeća biraju se izravnim glasanjem, postoji šest izbornih jedinica i jedan autohtoni okrug. Vijeće ima sljedeće odgovornosti: civilnu i financijsku upravu, obnovu, obrazovanje, promet, policiju, zdravstvo, odnose s javnošću, zakone i propise, te proračun.
Od 12. ožujka 1990. broj distrikta (okruga) smanjen je sa 16 na 12:.
| Pinyin     | kineski | tajvanski (POJ) | Stanovnici | Površina u km² |
| ---------- | ------- | --------------- | ---------- | -------------- |
| Beitou     | 北投    | Pak-tâu         | 255.281    | 56,8216        |
| Da’an      | 大安    | Tāi-an          | 313.310    | 11,3614        |
| Datong     | 大同    | Tāi-tông        | 129.709    | 5,6815         |
| Nangang    | 南港    | Lâm-káng        | 119.665    | 21,8424        |
| Neihu      | 內湖    | Lāi-ô͘           | 282.594    | 31,5787        |
| Songshan   | 松山    | Siông-san       | 210.148    | 9,2878         |
| Shilin     | 士林    | Sū-lîm          | 289.528    | 62,3682        |
| Wanhua     | 萬華    | Báng-kah        | 193.246    | 8,8522         |
| Wenshan    | 文山    | Bûn-san         | 271.136    | 31,5090        |
| Xinyi      | 信義    | Sìn-gī          | 228.355    | 11,2077        |
| Zhongshan  | 中山    | Tiong-san       | 228.543    | 13,6821        |
| Zhongzheng | 中正    | Tiong-chèng     | 163.052    | 7,6071         |

## Stanovništvo
Prema procjeni u gradu je 2015. živjelo 7.047.559 stanovnika, no već 2019. godine ukupan broj stanovnika u gradu iznosi 8.535.000. Od toga u urbanom području je zabilježeno 2.646.204 stanovnika, što je manje nego 2015., kada je bilo 2.704.810 stanovnika. Naime, stanovništvo se posljednjih godina masivno seli u obližnji Novi Taipei koji ubrzano raste.
| 1985.     | 1990.             | 1995.             | 2000.             | 2005.             | 2010.             | 2015.             |
| --------- | ----------------- | ----------------- | ----------------- | ----------------- | ----------------- | ----------------- |
| 2.507.620 | 2.719.659 (+8.5%) | 2.632.863 (−3.2%) | 2.646.474 (+0.5%) | 2.632.242 (−0.5%) | 2.618.772 (−0.5%) | 2.704.810 (+3.3%) |

## Gospodarstvo
Najveći BDP Taipeija iznosio je 327 milijardi dolara (KKB), prema studiji iz 2014. godine. Na ljestvici ekonomski najjačih metropola širom svijeta zauzeo je 29. mjesto. Taipei je sjedište većine velikih tajvanskih kompanija i osigurava trećinu državne proizvodnje. U gradskoj ekonomiji dominiraju trgovina, financije, industrija te informacijsko-komunikacijska tehnologija. Taipei je centar za istraživanje i razvoj na području elektrotehnike, a posebno računalne tehnologije,  te mnoge tvrtke imaju sjedište u Taipeiju, kao što su: Foxconn, Acer, Asus, BenQ, Gigabyte Technology, Biostar, AOC International, Aaeon, Delta Electronics i Wistron.

## Zbratimljeni gradovi
| - Asunción Paragvaj (1987.) - Atlanta SAD (1979.) - Banjul Gambija (1997.) - Belmopan Belgija (2019.) - Bissau Gvineja Bisau (1997.) - Boston SAD (1996.) - Castries Sveta Lucija (2018.) - Cleveland SAD (1975.) - Cotonou Benin (1967.) - Daegu Južna Koreja (2010.) - Dakar Senegal (1997.) - Dallas SAD (1996.) - Džeda Saudijska Arabija (1978.) - Gold Coast Australija (1982.) - Guam SAD (1973.) - Guatemala Gvatemala (1998.) - Ho Ši Min Vijetnam (1968.) | - Houston SAD (1961.) - Indianapolis SAD (1978.) - Johannesburg JAR (1982.) - La Paz Bolivija (1997.) - Lilongwe Malavi (1984.) - Lome Togo (1966.) - Los Angeles SAD (1979.) - Majuro Maroko (1998.) - Managua Nikaragva (1992.) - Manila Filipini (1966.) - Marshall (Texas) SAD (1978.) - Mbabane Esvatini (1997.) - Monrovia Liberija (1997.) - Oklahoma City SAD (1981.) - Ouagadougou Burundi (2008.) - Panama City Panama (1989.) | - Phoenix SAD (1979.) - Prag Češka (2020.) - Pretoria JAR (1983.) - Quezon City Filipini (1968.) - Quito Ekvador (2016.) - Riga Latvija (2001.) - San Francisco SAD (1970.) - San José Kostarika (1984.) - San Nicolas Meksiko (1997.) - San Salvador Salvador (1993.) - Santo Domingo Dominikanska Republika (1970.) - Seul Južna Koreja (1968.) - Tegucigalpa Honduras (1974.) - Ulan Bator Mongolija (1997.) - Ulan-Ude Rusija (1996.) - Varšava Poljska (1995.) - Versailles Francuska (1986.) - Vilnius Litva (1998.) |